# Геопоніка
Геопоніка (грец. Γεωπονικά) — візантійська сільськогосподарська енциклопедія X століття, укладена за наказом імператора Костянтина VII Багрянородного. Ймовірно, є створена на основі робіт VI століття авторства Кассіана Басса, що не збереглись. Роботи Басса, у свою чергу, значною мірою були компіляцією з робіт більш ранніх агрономічних авторів, відомих під збірною назвою «геопоніки»), насамперед, зі «Зібрання землеробських занять» Винадання Анатолія з Берита та «Георгік» Дідіма з Олександрії.
Написаний грецькою мовою, трактат складається з 20 книг, що містять численні вказівки про вирощування рослин, розведення тварин, рибальство. Порушено теми, пов'язані з погодою, організацією та управлінням господарством, боротьбою зі шкідниками. Книга включає календар сільськогосподарських робіт.

## Час створення, авторство і джерела

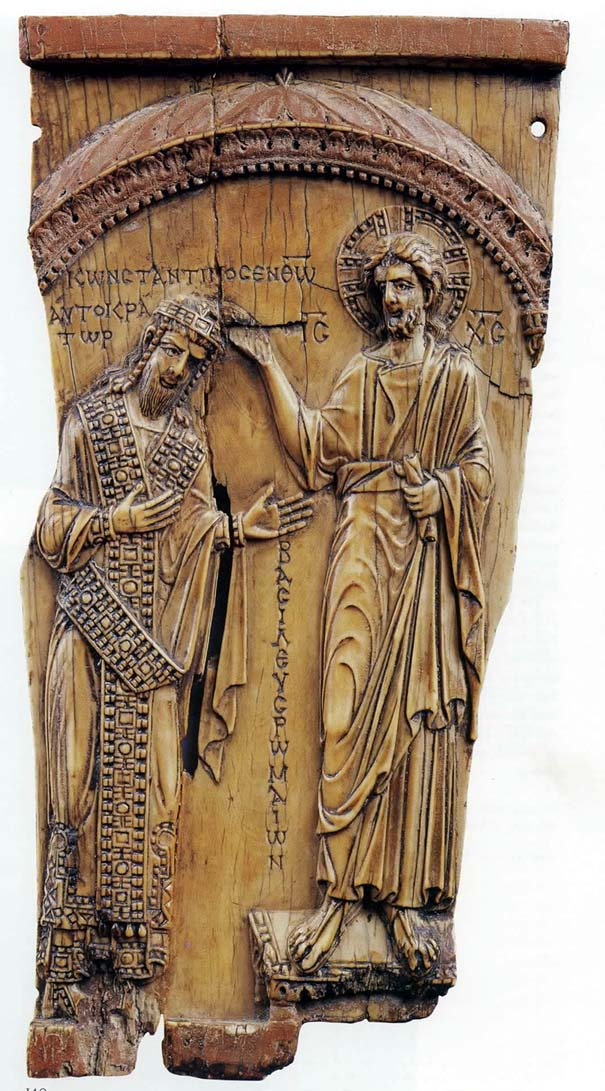
Алегорична коронація Костянтина VII, якому присвячений вступ. Барельєф зі слонової кістки, кінець X ст.

Авторство «Геопоніки» точно не визначено. Як правило, її приписують Кассіану Бассу на підставі посвяти на початку книг 7-9, в яких автор звертається до свого сина Басса. Крім того, ім'я Кассіана Басса як автор «Геопоніки» вказано в одному з кодексів (Marcianus 524) цього трактату. Сумніви в авторстві Кассіана викликає те, що у двох розділах книги 5 він згаданий як автор, у якого взятий текст. На думку радянської історикині Візантії Олени Липшиц «Геопоніку» слід розглядати як анонімний твір, тому що сам укладач вказує, що його праця — не оригінальний твір, а компіляція. Про самого Кассіана Басса не відомо нічого окрім того, що можна дізнатися з «Геопоніки», бо жодний інший відомий текст його не згадує.
Проблеми є й визначення часу створення «Геопоніки». У збережених кодексах у вступі міститься посвята, яка прославляє імператора Костянтина VII Багранородного (якому у виданнях XVI і XVII століть приписувалося авторство цього трактату), що може вказувати на створення книги в період правління цього імператора, тобто X століття. Проте Кассіан Басс носить ще типово римське ім'я, а його прізвисько (Схоластик) перестало використовуватися у Візантії в IX столітті. Крім того, з тексту трактату випливає, що його автор жив недалеко від міста Маратоніма, яке, за даними вцілілих джерел, існувало з IV по VI століття і, ймовірно, знаходилося у Віфінії. Тому «Геопоніка», ймовірно, виникла у VI столітті, у період пізньої античності. Згодом, протягом понад трьох століть, твір був забутий, оскільки не згадується жодним автором. Ймовірно, вона залишалась в одній із константинопольських бібліотек, де її виявили в середині X століття і знову популяризували, додавши посвячення- панегірик імператору (мабуть, замінивши початкову посвяту синові автора), а також виконавши незначне редагування. Імовірно, це сталося близько 950 року, наприкінці царювання Костянтина VII.
Основними джерелами для трактату були «Збори землеробських занять» Віндонія Анатолія з Беріт та «Георгіки» Дідима з Александрії. Робота Віндонія була створена в IV столітті і ґрунтувалася на працях більш ранніх авторів. Складалася із 12 томів, описана в "Міріобібліоні" Фотія. Вона включала всі галузі сільського господарства поряд з вирощуванням тварин, і тому вважається основним джерелом «Геопоніки». Невідомо, чи ґрунтувався Кассіан тільки на цьому творі, чи запозичив текст у інших авторів, маючи прямий доступ до творів, невідомих нині.
«Георгіки» Дідіма, який жив наприкінці IV або на початку V століття, налічували 15 книг, про що повідомляє енциклопедія «Суда». Невідомо, чи були вони компіляцією робіт інших авторів, чи повністю власною роботою Дідіма, натхненного іншими книгами. У «Геопоніці» посилання на Дідіма наведені у 100 розділах. Теми, взяті в нього, часто мають чіткий зв'язок з магією та фольклором, а також мають і вплив християнської культури (наприклад, у заклинаннях поєднані вірші Гомера та тексти зі Старого Завіту).

## Зміст

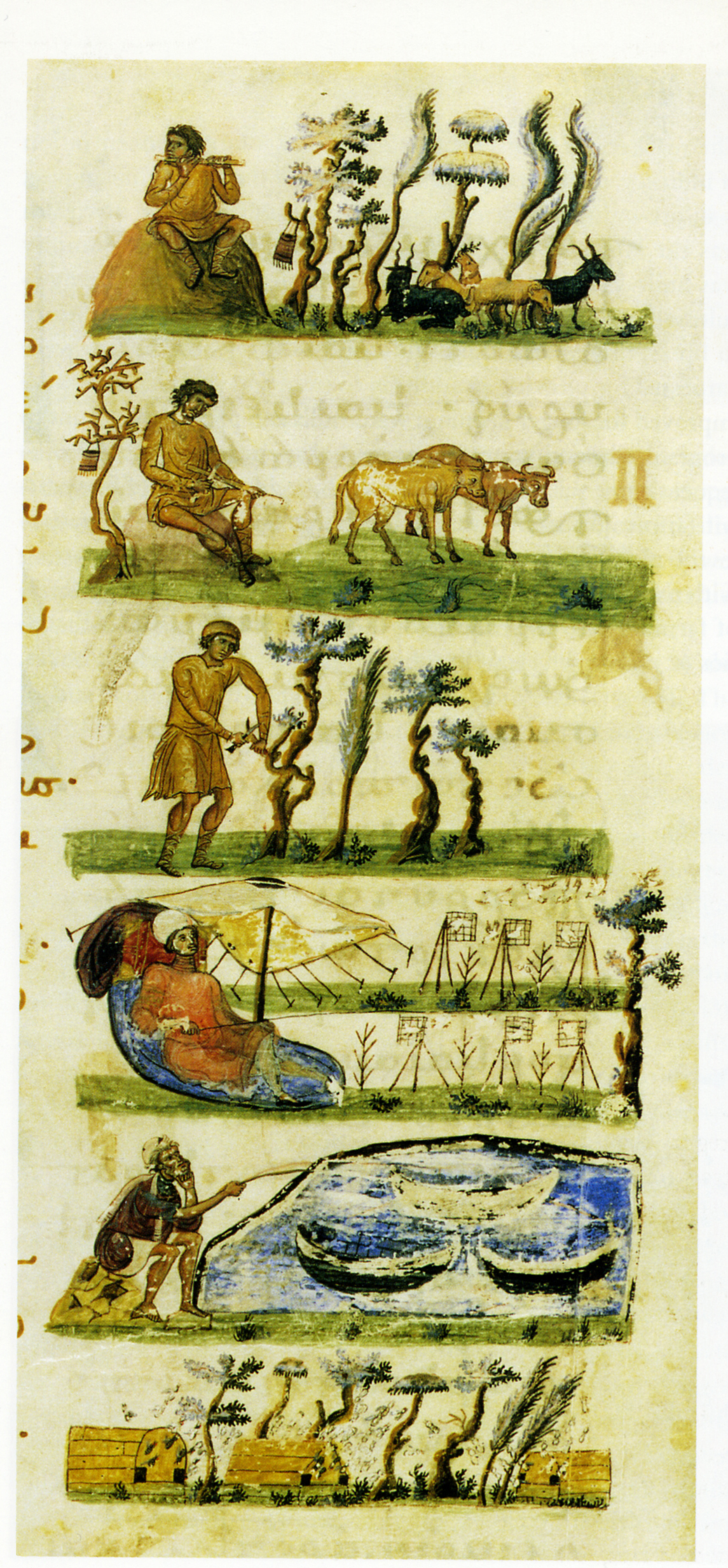
Весняні заняття на селі. Візантійська ілюстрація до проповідей Григорія Богослова, XI ст.

«Геопоніка» складається з 20 книг, розбитих на розділи (яких загалом 621). Книги мають різний обсяг та кількість розділів. Кожна книга починається коротким вступом, що описує її тематику й містить перелік розділів. Очевидно, автор прагнув дати якомога повнішу картину різноманітних галузей сільського господарства — хліборобства, виноградарства, виробництва олив, садівництва, городництва, птахівництва, бджільництва, тваринництва, рибальства та іншого.
Доданий у X столітті вступ, написаний високим і повним риторичних прийомів стилем, вихваляє чесноти та справи Костянтина VII. Також він торкається теми Геопоніки, підкреслюючи турботу правителя про селян. Імовірно, це імператор наказав зібрати відомості та настанови з творів давніх агрономічних письменників в одне ціле, результатом чого і стала ця робота.
Перша книга присвячена порам року, а також впливу погоди та фаз місяця на врожай. Місячний цикл пов'язували з жіночим елементом, а отже, з родючістю та врожаєм. У книзі помітно вплив астрологічної традиції Сходу та народних повір'їв (так, щоб запобігти граду та блискавці треба було закопати в середині поля шкуру бегемота), але також представлені й результати перших справді наукових спостережень.
У другій книзі розглянуті питання, пов'язані з основним для тогочасної економіки вирощуванням зернових, а також бобових. Крім того, в ній містяться настанови про організацію та ведення господарства. Книга організована на зразок більш ранньої агрономічної літератури; в ній послідовно розглянуті: портрет ідеального землевласника, організація праці в господарстві, вибір місця для нього (зокрема, питання водопостачання), його будівництво, стадії виробництва зерна (від вибору насіння до зберігання зерна), вирощування зернобобових культур, знищення бур'янів, питання, пов'язані з веденням господарства (зокрема якості, якими має володіти управитель), розподілом і нормами праці, а також питання здоров'я й потреб сільськогосподарських працівників.
Третя книга — це календар сільськогосподарських робіт з розбивкою за місяцями.

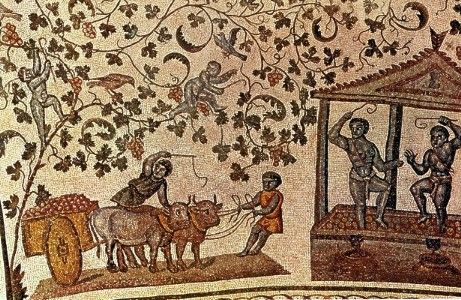
Збір та вичавлювання винограду. Мозаїка з Мавзолею Констанції в Римі, IV століття

Книги з четвертої по восьму містять поради з вирощування винограду та виробництво вина. Виноград був рослиною, дуже важливою для культури й економіки греко-римської цивілізації, тому не дивно, що йому присвячена більш ніж чверть трактату, в якій дається огляд усієї античної традиції на цю тему. Четверта книга присвячена сортам винограду, п'ята — про придатний для вирощування ґрунт, про посадку та обрізання, а також про хвороби винограду, шоста — про збирання винограду та зберігання виноградного сусла. Наступні дві книги, сьома та восьма, присвячені видам вин (у тому числі винам цілющим) та способам їх зберігання.
Дев'ята книга присвячена іншій важливій для античної культури рослині — оливковому дереву — та виробництву оливкової олії.
Десята та одинадцята книга присвячені саду, який в античній традиції був місцем вирощування фруктових дерев та декоративних рослин. Перша з них містить теми, пов'язані з садівництвом, видами дерев та їх вирощуванням. Розглянуті види — це в основному рослини Азії та Африки, мало популярні в Греції та Римі; багато уваги приділено фініковій пальмі, мастиковому дереву та цитрону. У наступній книзі описані декоративні рослини, які можуть використовуватися для плетіння гірлянд та вінків, квіти (троянда, лілія, нарцис, фіалка), рослини та приправи, які застосовуються на кухні (лавр, мирт, розмарин, майоран). При описі окремих рослин наведені пов'язані з ними міфи.
Дванадцята книга містить відомості про овочеві рослини, в основному ті, які вирощували на околицях Константинополя. Багато з назв не зустрічаються в жодних інших відомих рукописах, так що, ймовірно, їх використовували тільки локально.
Тринадцята книга — це поради про стримування шкідників (комах та гризунів) та боротьбу з ними. Багато з них мають магічний характер.

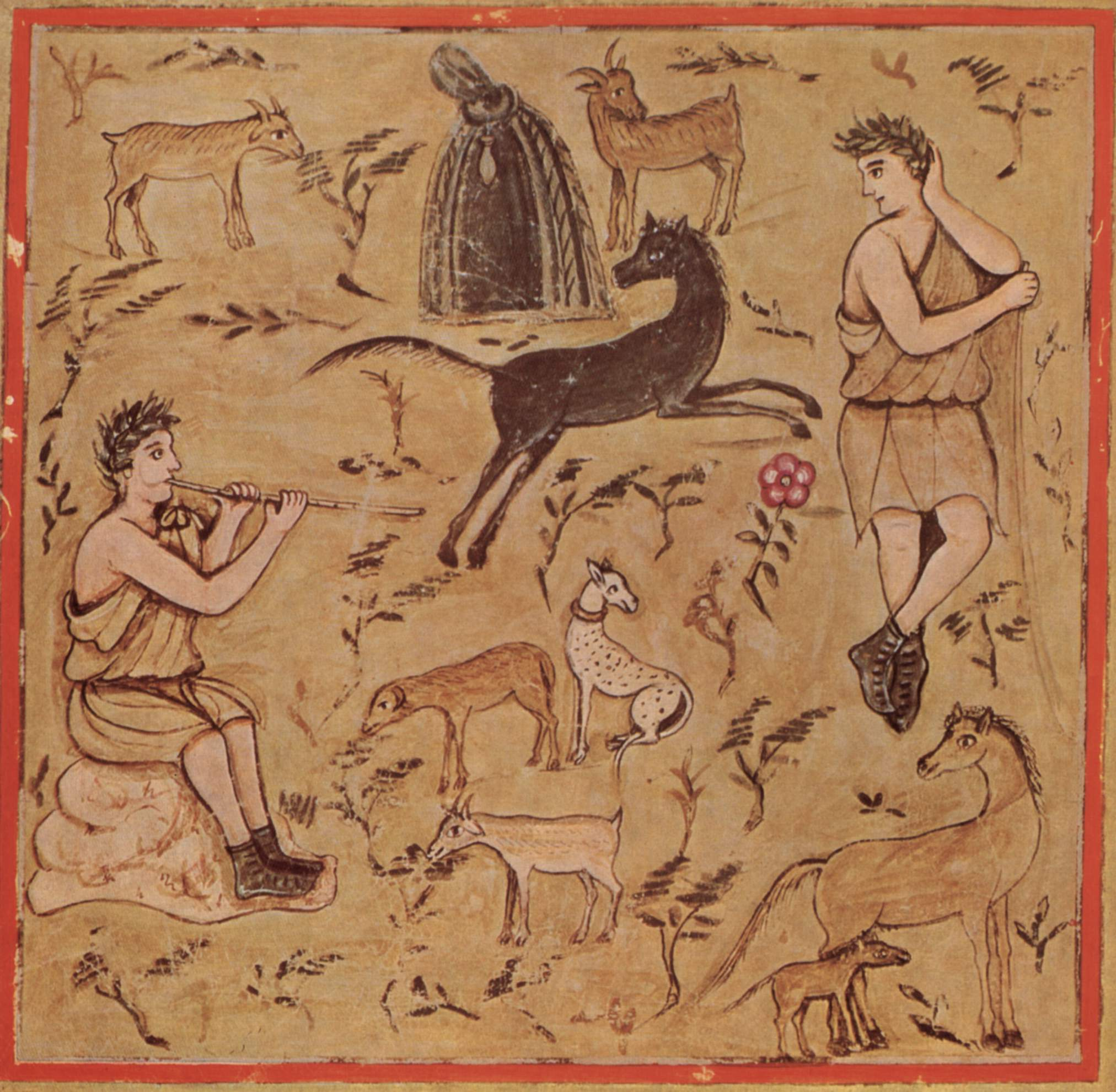
Пастухи та їх стада. Ілюстрація до «Георгиків» Вергілія, V століття

З чотирнадцятої книги починаються теми, пов'язані з тваринництвом. Вона присвячена домашнім птахам, у тому числі голубам і павичам, а також диким птахам, на яких полювали.
П'ятнадцята книга розглядає в основному бджільництво, хоча й починається з довгого розділу магічно-символічного характеру про симпатії та антипатії між тваринами, рослинами та мінералами.
Наступні книги містять вказівки про розведення великих тварин, у тому числі вказівки про ветеринарію — як раціональні, що ґрунтуються на спостереженні та досвіді, так і магічного характеру. Тема шістнадцятої книги — насамперед, коні (що не використовувалися тоді ні для сільськогосподарських робіт, ні в упряжках), два розділи також присвячені віслюкам та верблюдам. Тема сімнадцятої книги — велика рогата худоба, тобто корови і використовувані як в'ючні тварини воли; вісімнадцятої — вівці та кози: перші розглядаються в основному як джерело вовни, другі — як молочні тварини. Ця книга також містить розділ про виробництво сиру. Дев'ятнадцята книга містить інформацію про собак (пастуших та сторожових) та про свиней, а також про зберігання м'яса. У двох коротких розділах йдеться про зайців й оленів.
Остання, двадцята книга присвячена рибному господарству. У першій, досить короткій частині наведені загальні відомості про риб, у тому числі про влаштування суглобів, потім іде ряд рецептів приманок. Остання глава присвячена виробництву гаруму, дуже популярного в стародавньому Римі рибного соусу. Це найточніший з відомих рецептів цього соусу.